# Clathria calla
Clathria calla är en svampdjursart som först beskrevs av de Laubenfels 1934.  Clathria calla ingår i släktet Clathria och familjen Microcionidae. Inga underarter finns listade i Catalogue of Life.